# Teinobasis micans
Teinobasis micans – gatunek ważki z rodziny łątkowatych (Coenagrionidae).